# Юлдибаївська сільська рада
Юлдиба́ївська сільська рада (рос. Юлдыбаевский сельский совет) — муніципальне утворення у складі Кугарчинського району Башкортостану, Росія. Адміністративний центр — хутір Новохвалинський.

## Населення
Населення — 1153 особи (2019, 1459 в 2010, 1711 в 2002).

## Склад
До складу поселення входять такі населені пункти:
| Населений пункт         | Населення, осіб (2002) | Населення, осіб (2010) |
| ----------------------- | ---------------------- | ---------------------- |
| 1-е Тупчаново, присілок | 156                    | 126                    |
| Багдашкіно, присілок    | 185                    | 165                    |
| Ібрагімово, присілок    | 223                    | 172                    |
| Мурадим, присілок       | 180                    | 165                    |
| Новохвалинський, хутір  | 340                    | 317                    |
| Сатлики, присілок       | 292                    | 238                    |
| Юлдибай, присілок       | 335                    | 276                    |